# Sven Kroll
Sven Kroll (* 14. Dezember 1983 in Ahlen) ist ein deutscher Fernsehmoderator.

## Leben
Kroll war während seiner Schulzeit für den Hellweger Anzeiger und Antenne Unna tätig. Nachdem er sein Studium der Germanistik und Erziehungswissenschaften an der Ruhr-Universität Bochum beendet hatte, absolvierte er ein Volontariat beim Fernsehsender Sat1. Bei Sat1 stand er ab 2005 vorwiegend als Reporter für das Magazin 17:30 Sat.1 vor der Kamera. 2007 gehörte er zum Moderatorenteam des privaten Regionalsenders wm.tv. Als Chef vom Dienst und Formatentwickler entwickelte er den Aufbau des Senders maßgeblich mit. Ein Jahr später wechselte er als Reporter und Moderator zum Westdeutschen Rundfunk.
Bekannt wurde Kroll durch die Moderation der von ihm entwickelten Sendung Der geschenkte Tag im WDR Fernsehen, in der er seit 2012 Herzenswünsche seiner Kandidaten erfüllt. Zudem moderiert er die tägliche WDR-Nachmittagssendung Hier und heute. Seit 2022 steht Kroll auch für Formate beim NDR, SWR und SR vor der Kamera.

## Fernsehen
- 2005–2007: Sat.1 Frühstücksfernsehen, Sat.1 am Abend, 17:30 Sat.1, Sat.1 (Reporter)
- 2007–2008: wm.Aktuell, wm.Magazin, wm.Sport, Heimatzeit, Kreiszeit, Jahresrückblick, wm.tv, (Moderator)
- 2008–2018: WDR Lokalzeit aus Dortmund, WDR Aktuell, Aktuelle Stunde, Extraschicht, Daheim & unterwegs, Hier und heute, WDR Fernsehen, (Reporter)
- seit 2012: Der geschenkte Tag, WDR Fernsehen (Moderator & Headwriter)
- seit 2018: Hier und heute, WDR Fernsehen (Moderator)
- 2019: Mission Traumurlaub, WDR Fernsehen (Moderator)
- 2020–2022: Ausgerechnet, WDR Fernsehen & 3sat (Moderator)
- 2021–2024: WDR Kultursommer – Die lange Nacht, WDR Fernsehen, (Moderator von Deutschlands längster Latenight-Show)
- seit 2021: Lokalzeit, WDR Fernsehen (Moderator in Vertretung)
- seit 2022: Wir lieben..., WDR Fernsehen (Hauptmoderator mit wechselnden Gast-Moderatoren. Unter anderem mit Marijke Amado, Lisa Feller, Nina Moghaddam, Gerburg Jahnke und Janine Kunze[5])
- 2022–2024: Hier und heute im Advent, WDR Fernsehen (Moderator)
- 2022–2025: Was kostet...?, NDR, SWR, SR & WDR Fernsehen (Moderator)
- 2022: Mann ist verliebt, ARD Mediathek & WDR Fernsehen (Moderator)[6]
- 2024:  Sommerfrische, SWR, SR & WDR Fernsehen (Moderator)[7]

## Radio
- 2002: Antenne Unna, (Reporter)
- 2008–2018: WDR2, (Reporter)
- 2008–2018: WDR4, (Reporter)